# Nutarnja vratna vena
Nutarnja vratna vena (lat. vena jugularis interna) je parna vena na vratu, koja odvodi deoksigeniranu krv od dijela središnjeg živčanog sustava i površnih dijelova lica i vrata.
Nutarnja vratna vena izravni je nastavak sigmoidnog sinusa, a započinje gornjim gomoljastim proširenjem (lat. bulbus venae jugularis superior) koji se nalazi na bazi lubanje u lat. foramen jugulare, i u koje se ulijeva sigmoidni sinus. 
Nutarnja vratna vena usmjeren je prema dolje i spaja se s potključnom venom (lat. vena subclavia), te zajedno čine ručnoglavenu venu (lat. vena brachiocephalica).
Nutarnja vratna vena, uz vene i mozga i moždanih ovojnica, prima i sljedeće pritoke:
- lat. venae pharygeae
- lat. truncus thylolinguofacialis
- lat. venae lingules
- lat. vena thyroidea superior
- lat. venae thyroidea mediae
- lat. vena facialis
- lat. vena retromandibularis